# 黔江区
黔江区（けんこうく）は中華人民共和国重慶市に位置する市轄区。

## 地理
黔江区は重慶市南東部に位置し、東は湖北省咸豊県、西は彭水県、南は酉陽県、北は湖北省利川市と接している。山地及び丘陵地が区面積全体の96%以上を占め、また少数民族人口が36.62万人（2004年）と、総人口の72.83%を占めている。

## 歴史
585年（開皇5年）、隋により石城県が設置され、742年（天宝元年）、唐により黔江県と改称された。1983年に黔江土家族苗族自治県となり、更に2000年に重慶市黔江区に改編され現在に至っている。

## 行政区画
下部に6街道、12鎮、12郷を管轄する。
- 街道
  - 城西街道、城南街道、城東街道、正陽街道、舟白街道、馮家街道
- 鎮
  - 阿蓬江鎮、石会鎮、黒渓鎮、黄渓鎮、金渓鎮、黎水鎮、濯水鎮、馬喇鎮、石家鎮、鵝池鎮、小南海鎮、鄰鄂鎮
- 郷
  - 中塘郷、蓬東郷、沙壩郷、白石郷、杉嶺郷、太極郷、水田郷、白土郷、金洞郷、五里郷、水市郷、新華郷

## 交通

### 空港
- 黔江武陵山空港（中国語版）

### 鉄道
- 渝懐線（中国語版）
- 黔常線（中国語版）
- 渝黔都市間鉄道（中国語版）
  - 黔江駅（中国語版）

### 道路
- 高速道路
  -  包茂高速道路
  -  張南高速道路（中国語版）
- 国道
  - G319国道（中国語版）
  - G353国道（中国語版）

## 健康・医療・衛生
- 黔江中心医院
- 黔江区中医院
- 黔江区婦幼保健院
- 黔江民族医院